# Henri Meilhac
Henri Meilhac, także Henri Majak (ur. 21 lutego 1831 w Paryżu, zm. 6 lipca 1897 tamże) – francuski dramaturg i librecista. Obok Eugène'a Scribe'a i Ludovica Halévy'ego należący do największych francuskich librecistów XIX wieku.
Pracował w różnych zawodach – był bibliotekarzem, karykaturzystą i dziennikarzem, by wreszcie zająć się pisaniem. Razem z Halévym stworzył jeden z najlepszych w historii duet librecistów. Wspólnie, na podstawie noweli Prospera Mériméego, napisali libretto do opery Georges'a Bizeta Carmen. Inną ich operą, która zyskała szerokie uznanie, była Manon Jules'a Masseneta. Obaj libreciści tworzyli też teksty do operetek, m.in. do Pięknej Heleny i Życia paryskiego Jacques'a Offenbacha.
Henri Meilhac współpracował również z innymi kompozytorami i pisał wspólnie z innymi librecistami, a jako dramaturg dał się poznać jako autor m.in. sztuki L'attaché de légation, na podstawie której powstało libretto Wesołej wdówki Franza Lehára. Także Zemsta nietoperza Johanna Straussa syna jest dziełem powstałym na podstawie twórczości Meilhaca i Halévy'ego.
Akademia Francuska przyjęła go w poczet swoich członków i od 1888 Meilhac zasiadał w fotelu nr 15.